# Norrmalm
För andra betydelser, se Norrmalm (olika betydelser).
Norrmalm är en central stadsdel i Stockholms innerstad inom Norra innerstadens stadsdelsområde. Den södra delen av Norrmalm brukar även kallas Stockholms city eller ibland nedre Norrmalm (om antalet invånare se nedan).
De församlingar som ligger på Norrmalm är Adolf Fredrik, Johannes och Stockholms domkyrkoförsamling. Adolf Fredrik samt Johannes breder även ut sig i Vasastan medan Domkyrkoförsamlingen också omfattar Gamla stan.

## Namngivning
På 1600-talet delades stadsdelen i två delar av Brunkebergsåsen, som stupade brant i Norrström och sträckte sig norrut längs nuvarande Malmskillnadsgatan. Numera är nedre Norrmalm ganska låglänt eftersom åsen under årens gång till stor del har schaktats bort. Längre norrut finns åsen kvar exempelvis kring Johannes kyrka.
Ordet malm som är släkt med mala och mjöl betyder egentligen grusmark och sand, och utan tvivel var det Brunkebergsåsen med dess grusbackar och den sandiga terrängen som gav upphov till malmarnas benämning. Malmskillnadsgatans ursprung var en stig som löpte på krönet av Brunkebergsåsen och förmedlade den viktigaste trafiken norrut ur staden.

## Omfattning
I äldre tider avsåg Norrmalm den del av staden som låg norr om Stadsholmen. I och med generalplanen för Norrmalm och Ladugårdslandet från 1640 upprättas stadens nya rutnätsplan för de norra stadsdelarna. Till huvudgator öster respektive väster om Brunkebergsåsen utsågs Regeringsgatan och Drottninggatan. På Georg Biurmans Charta öfwer Stockholm från 1751 markeras "Norremalm" som stadsområdet kring Stockholmsåsen mellan Brunnsviken i norr och Norrström i söder, med gräns i öster mot Ladugårdslandet vid Träsket och Rännilen där Birger Jarlsgatan går idag.
Stadsdelens nuvarande gränser har gällt sedan 1933. Stadsdelen gränsar till Vasastan i Barnhusviken, sedan längs Tegnérgatan på Tegnérlundens norra sida, till Östermalm längs Birger Jarlsgatan via Stureplan ner till Nybroplan, till Skeppsholmen i sundet söder om Blasieholmen, till Gamla stan i Norrström fram till Centralbron, till Riddarholmen i Riddarfjärden och till Kungsholmen i Klara sjö.
Norrmalm har tidigare indelats i Övre och Nedre Norrmalm. Begreppen används numera sällan. Nedre Norrmalm motsvarar i stort sett det område som kallas för Stockholms city, medan Övre Norrmalm huvudsakligen är det område som vid stadsdelsindelningen 1926 avskildes som Vasastaden och blev en egen stadsdel. 
På Norrmalm ligger större delen av Adolf Fredriks församling, mindre än hälften av S:t Johannes församling (Johanneskyrkan ligger dock på Norrmalm) samt de delar av Stockholms domkyrkoförsamling som förut var Klara och Jakob församlingar, vilka i början av 1990-talet uppgick i Domkyrkoförsamlingen.

## Historia
Namnet Norrmalm förekommer redan 1288. År 1602 blev Norrmalm en egen stad, Norra Förstaden med egen borgmästare och magistrat samt eget sigill. Men 1635 uppgick den i Stockholm, det vill säga nuvarande Gamla stan, på nytt.
Den ursprungliga rutnätsformade stadsplanen för Norrmalm skapades på 1600-talet av stadsingenjören i Stockholm Anders Torstensson och överståthållaren Clas Larsson Fleming.

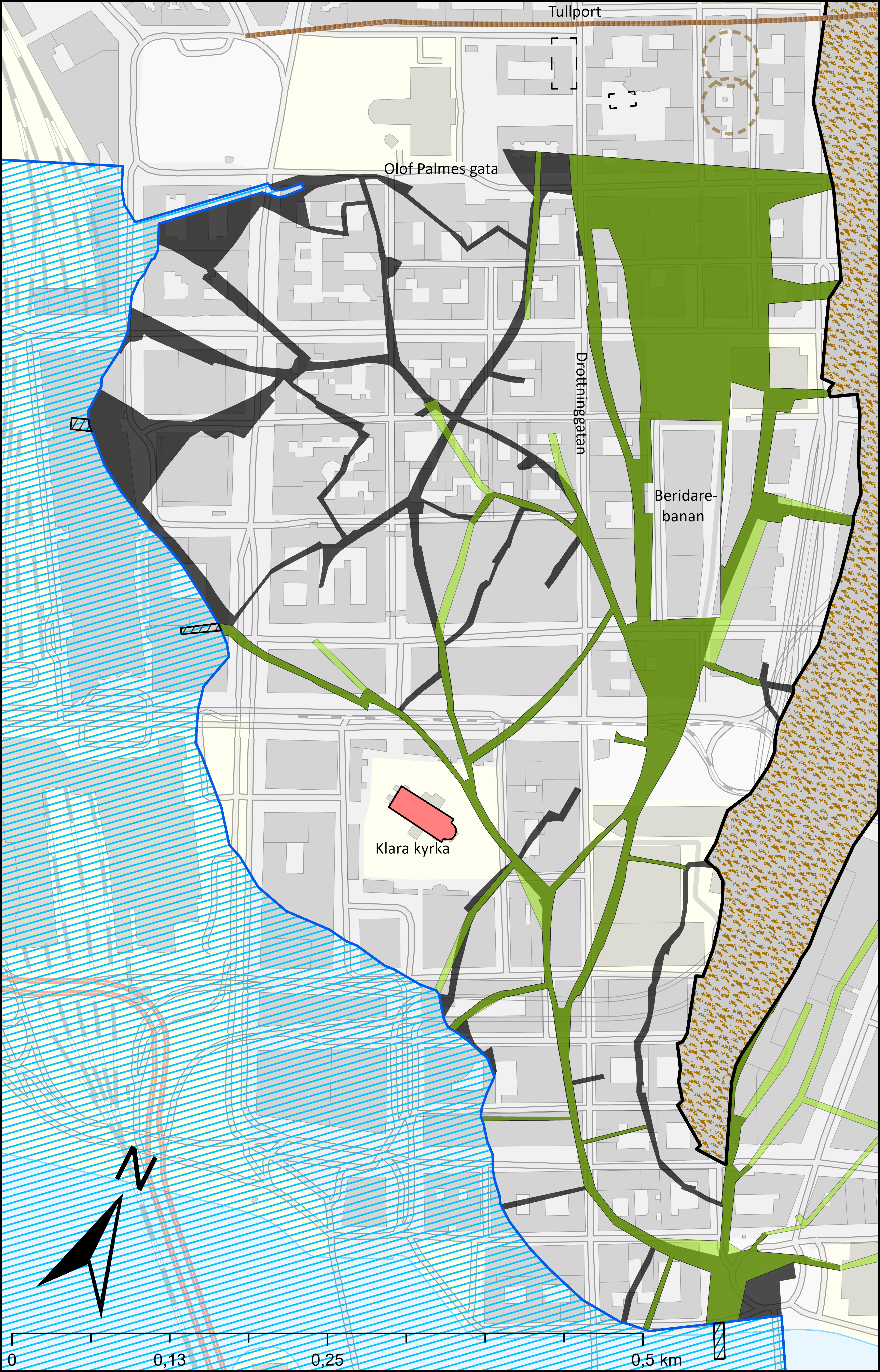
Norrmalm före den nya stadsplanen 1640.
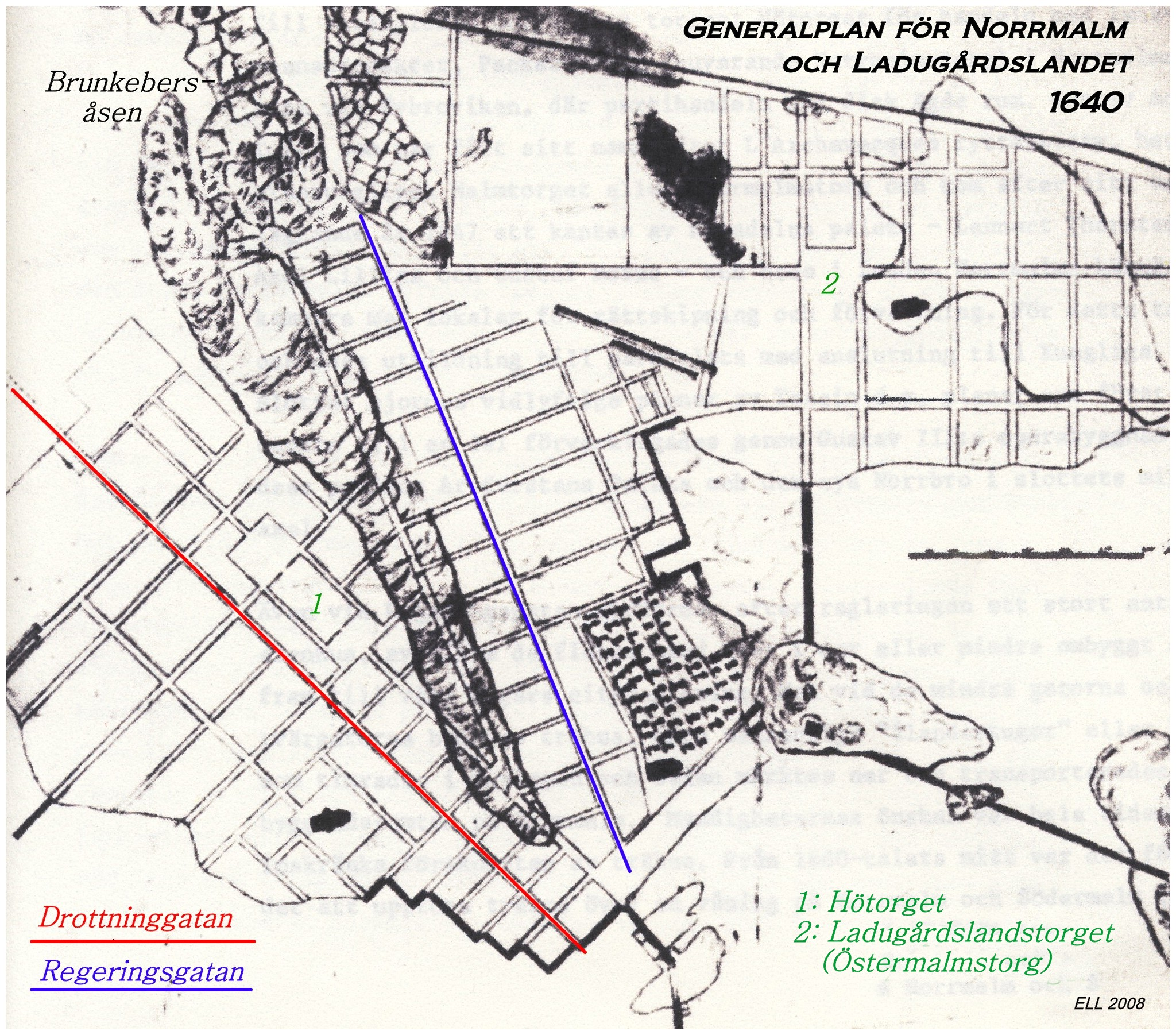
Generalplan för Norrmalm 1640.

Norrmalm anses idag vara Stockholms centrum, även om det inte var så förr. Det var när järnvägen kom på 1860-talet som den utvecklingen tog fart. Gamla stan hade blivit för liten och omodern för att vara centrum i den snabbt växande staden. Att även centralpostkontoret och alla tidningsredaktioner kom att ligga här påskyndade utvecklingen.
År 1866 lade en stadsplanekommission ledd av byggnadspolitikern Albert Lindhagen fram en generalplan (Lindhagenplanen) för att ge stadsdelen "luft, ljus och grönska" och breda boulevarder enligt mönster från Paris. I december 1878 fastställdes Förslag till stadsplan för Norrmalm och de oreglerade delarna av Ladugårdslandet som dock i sina nordvästra delar (Vasastaden) inte förverkligades fullt ut utan ersattes av en mera terränganpassad stadsplan av Per Olof Hallman. Under 1870- och 1880-talen drogs bl a Birger Jarlsgatan fram, vilket krävde rivning av delar av den gamla 1700-talsstaden. I kortdikten ”Esplanadsystemet” skildrar Strindberg samtidens bestörtning över rivningarna, men tröstar sig med att man rev "för att få luft och ljus". Under decennierna som följde drogs även Odengatan, Kungsgatan och Vasagatan fram, liksom Sveavägen i sin norra del, dock betydligt smalare än Albert Lindhagen hade tänkt sig.
| Vänster: Lindhagenplanen för Norrmalm, Ladugårdslandet och Kungsholmen från 1866. Höger: Förslag till stadsplan för Norrmalm och de oreglerade delarna av Ladugårdslandet från 1878. |  | Vänster: Lindhagenplanen för Norrmalm, Ladugårdslandet och Kungsholmen från 1866. Höger: Förslag till stadsplan för Norrmalm och de oreglerade delarna av Ladugårdslandet från 1878. |
| Vänster: Lindhagenplanen för Norrmalm, Ladugårdslandet och Kungsholmen från 1866. Höger: Förslag till stadsplan för Norrmalm och de oreglerade delarna av Ladugårdslandet från 1878. |  | |

Vid ingången av 1930-talet återstod Sveavägen att fullborda söder om Kungsgatan, där den kommit att sluta på grund av Brunkebergsåsen. Nu ansågs tiden mogen för en genomgripande omvandling och modernisering av stadsdelen, och en internationell tävling utlystes år 1932, men inget av de 350 bidragen ansågs hålla måttet. Under det påföljande decenniet lades mängder av förslag fram både från staden och från engagerade medborgare. År 1945 fattade politikerna slutligen beslutet att inte dra fram Sveavägen längre än till Hamngatan, som samtidigt skulle breddas och bli av med sin besvärliga puckel. I samband med det som kom att kallas Norrmalmsregleringen breddades också många andra gator för att bereda plats för den växande bilismen, tunnelbanan kunde dras fram, och nya kontorshus i modernistisk stil ersatte mycket av den gamla bebyggelsen, allt i syfte att skapa ett nytt modernt Stockholms city. 
Arbetena inleddes i mitten av 1950-talet och pågick under drygt två decennier, som präglades av rivningar och stora byggropar. Under genomförandet växte en omfattande kritik mot att stadens politiker och tekniker gick alltför hårt fram, och protesterna kulminerade i Almstriden 1971. Norrmalmsregleringen avbröts i förtid och med Cityplan 1977 gällde istället mottot "varsam ombyggnad" och ett minimum av rivningar. Några resultat av Norrmalms modernisering blev Sergels torg, Hötorgscity, sammanbindningen av tunnelbanan norra och södra grenar samt Klaratunneln.

### Flygbilder från 1930-talet
| Södra delen av Norrmalm på 1930-talet. Vänstra bilden är tagen från en punkt högt över Johannes kyrka med blick söderut. Den spikraka gatan, som leder ner mot Gustav Adolfs torg är Regeringsgatan. I bildens mitt märks Kungstornen och längst bort till vänster syns Kungsträdgården. Högra bilden är tagen från en punkt högt över Gamla stan med blick norrut. Den raka gatan i bildens mitt är Drottninggatan, en gång en av stadens huvudfärdvägar norrut. I förgrunden syns (från vänster) Vasabron, Riksdagshuset, Gustav Adolfs torg och Operan. |  | Södra delen av Norrmalm på 1930-talet. Vänstra bilden är tagen från en punkt högt över Johannes kyrka med blick söderut. Den spikraka gatan, som leder ner mot Gustav Adolfs torg är Regeringsgatan. I bildens mitt märks Kungstornen och längst bort till vänster syns Kungsträdgården. Högra bilden är tagen från en punkt högt över Gamla stan med blick norrut. Den raka gatan i bildens mitt är Drottninggatan, en gång en av stadens huvudfärdvägar norrut. I förgrunden syns (från vänster) Vasabron, Riksdagshuset, Gustav Adolfs torg och Operan. |
| Södra delen av Norrmalm på 1930-talet. Vänstra bilden är tagen från en punkt högt över Johannes kyrka med blick söderut. Den spikraka gatan, som leder ner mot Gustav Adolfs torg är Regeringsgatan. I bildens mitt märks Kungstornen och längst bort till vänster syns Kungsträdgården. Högra bilden är tagen från en punkt högt över Gamla stan med blick norrut. Den raka gatan i bildens mitt är Drottninggatan, en gång en av stadens huvudfärdvägar norrut. I förgrunden syns (från vänster) Vasabron, Riksdagshuset, Gustav Adolfs torg och Operan. |  | |

## 2000-talet

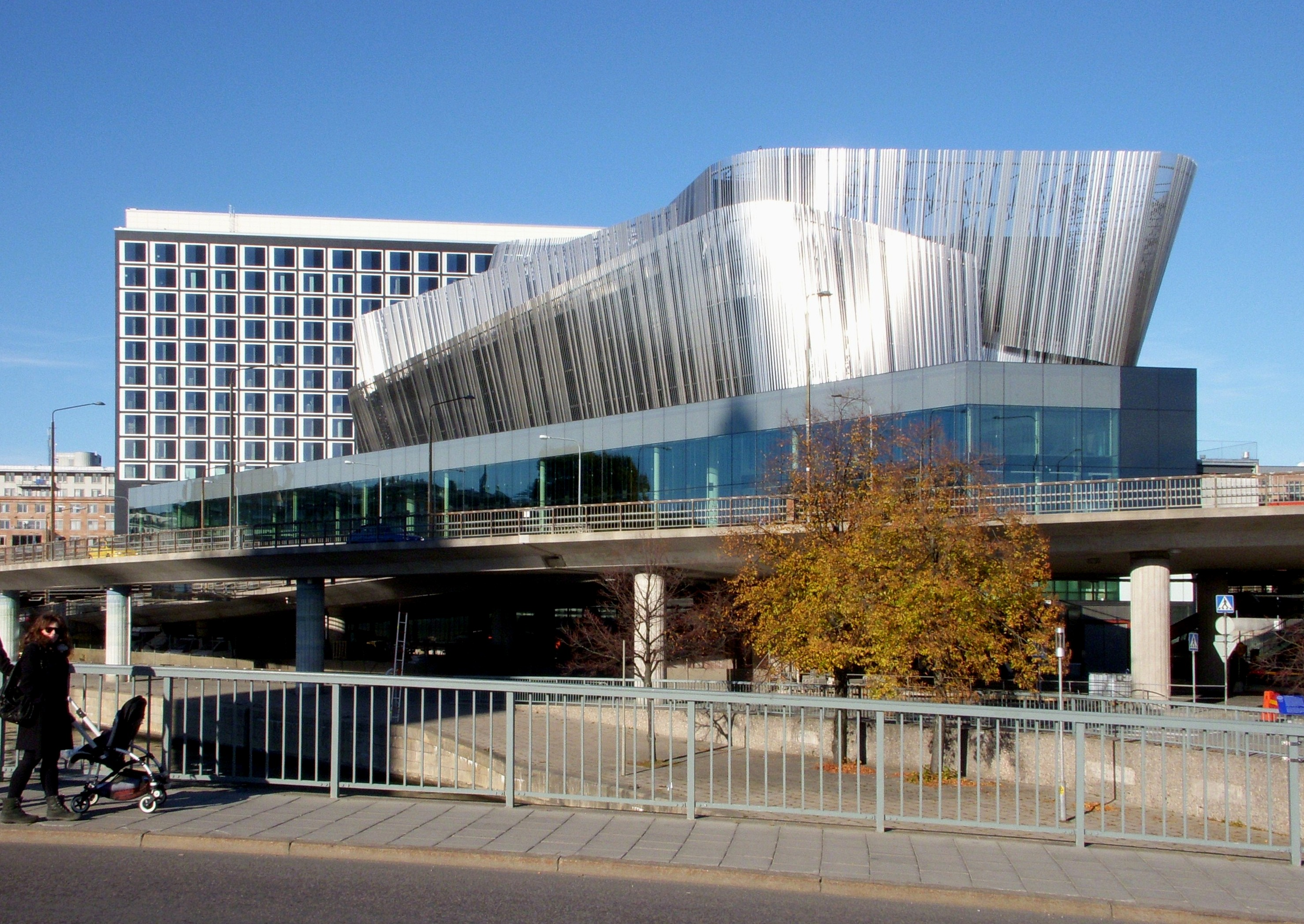
Stockholm Waterfront.

Sedan 1990-talet har olika konstellationer fastighetsägare samarbetat med Stockholms stad med mål att bygga bort otrygga prång, göra bottenvåningarna mera levande med affärer och föra in fler bostäder i city. Några resultat av dessa ansträngningar blev 1998 inglasningen av Sergelgången och T-centralens omgestaltning med en ny uppgång till gatuplanet. Fler bostäder har det dock inte blivit.
Många av de tidigare kritiserade byggnaderna som uppfördes i samband med Norrmalmsregleringen och som ritades av Sveriges arkitektelit har omvärderats på senare tid. År 2007 dokumenterade Stockholms stadsmuseum fastigheterna och klassificerade dem i fyra kategorier med hänsyn till deras kulturhistoriska värde (se Stadsmuseets Norrmalmsinventering). 14 fastigheter “blåmärktes” vilket innebär det starkaste skyddet och att deras kulturhistoriska värde motsvarar fordringarna för byggnadsminnen i Kulturmiljölagen.
Efter många år av mycket låg byggverksamhet på Norrmalm har Västra city utvecklats med flera nya byggnader och med Stockholm Waterfront (färdig januari 2011) har stadsbilden fått ett nytt landmärke. Salénhuset från 1978 byggdes om år 2011 och har fått fem nya entréer, ny fasad och nya handelsytor i tre plan för cirka 60 butiker. I samband med bygget av Citybanan uppfördes Hotell Continental (arkitekt 3XN) i Orgelpipan 6 mittemot Stockholms central år 2013-2016. Byggnadens 17 våningar rymmer förutom hotellet även bostäder, kontor och en nedgång till tunnelbanan och station Stockholm City. En publik rulltrappa förbinder Vasagatan med Klarabergsgatan.

## Invånare
Antalet invånare på Norrmalm (församlingsdelarna Södra Johannes och Södra Adolf Fredrik samt f.d. församlingarna Klara och Jakob) var år 2024 totalt 8 643 enligt Stockholms stads statistik. Antalet invånare i den del av Norrmalm som brukar kallas Stockholm city eller nedre Norrmalm (f.d. församlingarna Klara och Jakob) uppgår till 2 147 personer. 

## Byggnader och anläggningar i urval

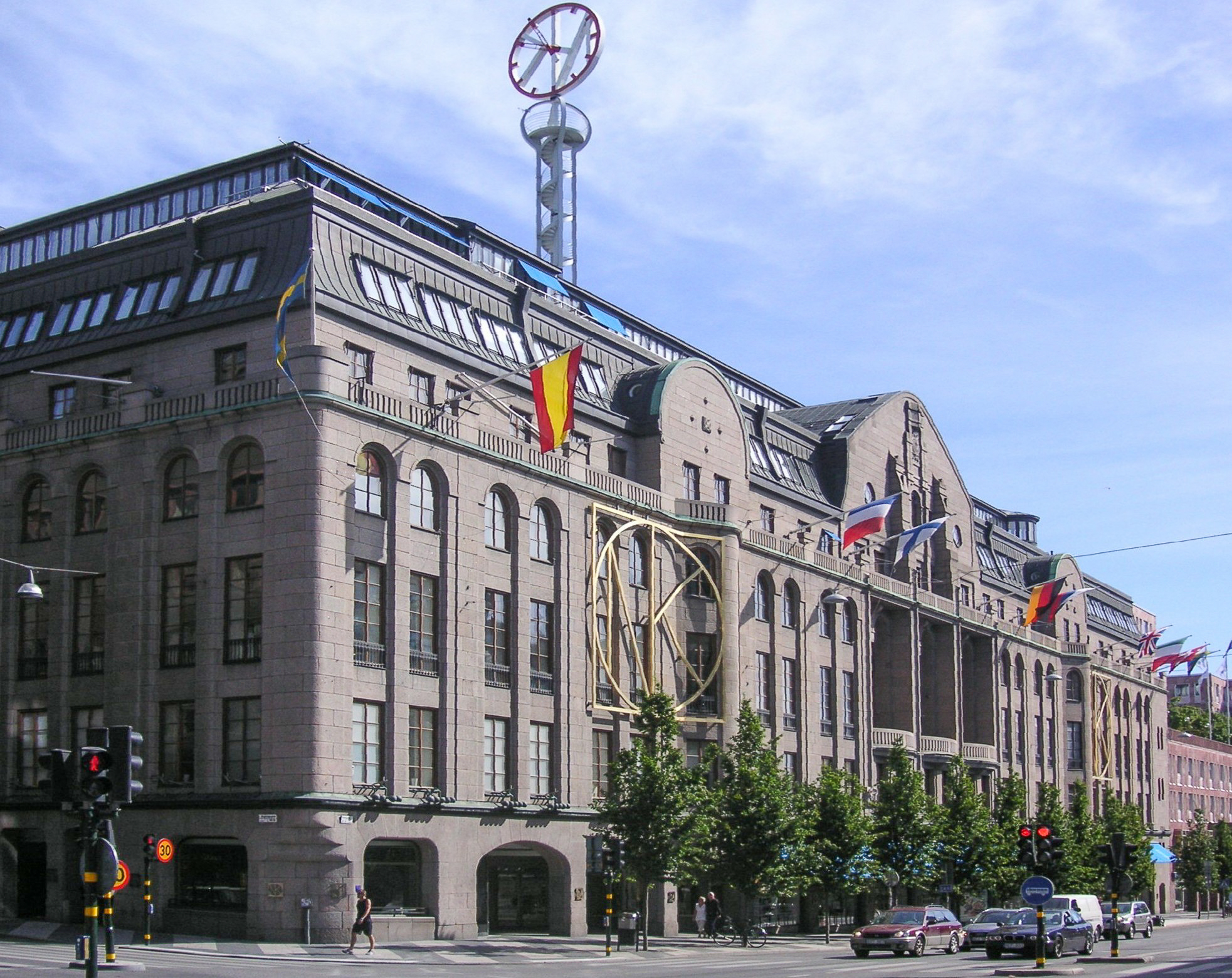
Nordiska Kompaniet.

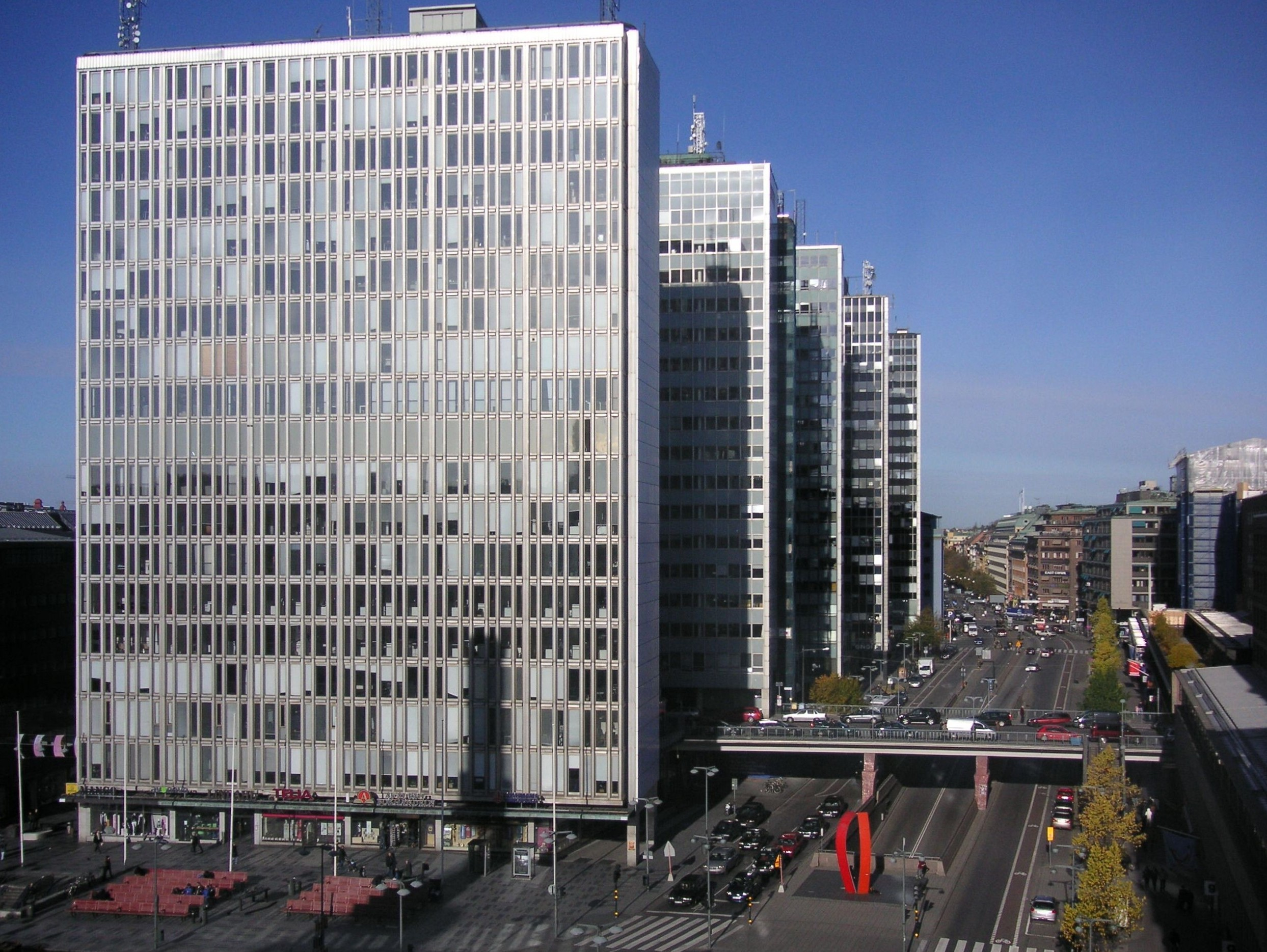
Hötorgsskraporna.

- Adolf Fredriks kyrka
- Blå tornet
- Centralbadet
- Hårlemanska malmgården
- Hötorgsskraporna
- Klara kyrka
- Konserthuset Stockholm
- Kulturhuset
- Kungstornen
- Kungsträdgården
- Nationalmuseum
- Nordiska Kompaniet (NK)
- Norrmalmstorg
- Operan
- PK-huset
- Sergels torg
- Sparbankshuset
- Stockholms central
- Stockholm Waterfront
- Westmanska palatset
- LO-Borgen
- Åhléns City